# Crematogaster erecta
Crematogaster erecta är en myrart som beskrevs av Mayr 1866. Crematogaster erecta ingår i släktet Crematogaster och familjen myror. Inga underarter finns listade i Catalogue of Life.